# Adam-Smith-Preis
Der Adam-Smith-Preis (englisch: Adam Smith Award) ist ein Wissenschaftspreis in Wirtschaftswissenschaften. Die seit 1982 jährlich von der National Association for Business Economics vergebene Auszeichnung steht im Gedenken an den Ökonomen Adam Smith. Der Präsident der Gesellschaft kürt den Kandidaten, der sich als Führungspersönlichkeit im Berufsstand hervorgetan hat und dessen Ideen und Wissen Anwendung finden. Der Preisträger hält bei der Preisübergabe im Rahmen des jährlichen Treffens der Mitglieder eine Vorlesung.

## Preisträger und Vorlesungstitel
- 1982 – Herbert Stein (American Enterprise Institute und University of Virginia): Conservatives, Economists and Neckties
- 1983 – Charles P. Kindleberger (Massachusetts Institute of Technology): Was Adam Smith a Monetarist or a Keynesian?
- 1984 – Karl Brunner (University of Rochester): The Poverty of Nations
- 1985 – Robert M. Solow (Massachusetts Institute of Technology): The Unemployment of Nations
- 1986 – Paul McCracken (University of Michigan): Reluctant to Prosper
- 1987 – George Stigler (University of Chicago): The Effect of Government on Economic Efficiency
- 1988 – James M. Buchanan (George Mason University): On the Structure of An Economy: A Reemphasis of Some Classical Foundations
- 1989 – Milton Friedman (Hoover Institution): The Suicidal Impulse of the Business Community
- 1990 – James Tobin (Yale University): Living and Trading with Japan
- 1991 – Gary Becker (University of Chicago): Education, Labor Force Quality and the Econom
- 1992 – Václav Klaus (Tschechische Republik): The Transformation of Eastern Europe
- 1993 – Martin S. Feldstein (National Bureau of Economic Research): Rethinking Tax Policy
- 1994 – Douglass North (Washington University): Economic Theory in a Dynamic Economic World
- 1995 – Paul Krugman (Stanford University): What Difference Does Globalization Make?
- 1996 – Murray Weidenbaum (Washington University): An Ambitious Agenda for Economic Growth
- 1997 – Michael E. Porter (Harvard Business School): Location, Clusters, and the ‘New’ Microeconomics of Competition
- 1998 – Michael Boskin (Stanford University): Capitalism and its Discontents
- 1999 – Alan Blinder (Brookings Institution): How the Economy Came to Resemble the Model
- 2000 – Alice Rivlin (Brookings Institutions): The Challenge of Affluence
- 2001 – Henry Kaufman (Henry Kaufman & Co): What Would Adam Smith Say Now?
- 2002 – George G. Kaufman (Loyola University Chicago), Edward J. Kane (Boston College), George Benston (Emory University): The Use of Economic Analysis to Affect Public Economic Policy, What Economic Principles Should Policymakers in Other Countries Have Learned from the S&L Mess, How Much Regulation of Financial Services Do We Really Need?
- 2003 – Allan Meltzer (Carnegie Mellon University): Leadership and Progress
- 2004 – Lawrence Klein (University of Pennsylvania): The State of Economic Linkages: A Retrospective and Prospective View
- 2005 – Dale Jorgenson (Harvard University): Potential Growth of the U.S. Economy: Will the Productivity Resurgence Continue?
- 2006 – William Poole (Federal Reserve Bank of St. Louis): The Monetary Policy Model
- 2007 – John B. Taylor (Stanford University) The Explanatory Power of Monetary Policy Rules
- 2008 – Michael Mussa (Peterson Institute for International Economics): Adam Smith and the Political Economy of a Modern Financial Crisis
- 2009 – Lawrence Summers (National Economic Council): Principles for Economic Recovery and Renewal
- 2010 – Janet Yellen (Federal Reserve Board): Macroprudential Supervision and Monetary Policy in the Post-crisis World
- 2011 – Kenneth S. Rogoff (Harvard University): Long Run Implications of a Euro Implosion for the Global Monetary System
- 2012 – George Soros (Soros Fund Management, Institute for New Economic Thinking): A New Economic Thinking
- 2013 – Roger Ferguson (TIAA-CREF): Financial Services and the Trust Deficit: Why the Industry Should Make Better Governance a Top Priority
- 2014 – Ben Bernanke (Brookings Institution): A Conversation between Ben Bernanke and Kai Ryssdal
- 2015 – Ed Prescott (Arizona State University): Northern America's Production of Technology Capital is Transforming the World Economy
- 2016 – William R. White (OECD): Ultra-Easy Money: Digging the Hole Deeper?
- 2017 – Raghuram Rajan (University of Chicago): Unconventional Monetary Policy and the Role of Central Banks
- 2018 – Carmen Reinhart (Harvard Kennedy School): Financial Crises: Past and Future
- 2019 – Arthur B. Laffer (Laffer Associates): Supply-Side Economics
- 2020 – Susan Athey (Stanford University): Artificial Intelligence and the Economic Recovery
- 2021 – Hal Varian  (Google Inc.): Economics at Google: The First Ten Years
- 2022 – John A. List (University of Chicago): The Science Is Calling Ideas
- 2023 – Hélène Rey (London Business School): Global Financial Cycle and the Role of the Dollar
- 2024 – Stephen J. Dubner (Freakonomics), Steven D. Levitt (University of Chicago)